# Temps de pioners
Temps de pioners (originalment en rus, Vrémia pérvikh) és una pel·lícula russa de drama històric sobre l'astronauta Aleksei Leónov, el primer ésser humà que va realitzar una activitat extravehicular. El propi Alekséi Leónov va ser assessor de la pel·lícula que va ser dirigida per Dmitri Kisseliov i coproducida per Timur Bekmambétov i Ievgueni Mirónov, aquest últim també protagonista de la pel·lícula.
Va ser estrenada el 6 d'abril de 2017, amb l'elogi generalitzat de la crítica russa. La pel·lícula va ser realitzada amb un pressupost de 400 milions de rubles i va recaptar a Rússia una mica més de 560 milions de rubles, considerant-se un fracàs de taquilla. Ha estat doblada al català.

## Argument
La pel·lícula es desenvolupa en la dècada de 1960, durant la Guerra Freda i la cursa espacial entre la Unió Soviètica i els Estats Units. Els soviètics planegen enviar a un home a l'espai. Durant la construcció de la nau, un tècnic mor electrocutat accidentalment i els enginyers qüestionen la seguretat de la nau. Un mòdul de proves no tripulat, bessó de la nau Voskhod 2 es destrueix dues setmanes abans de la data oficial del llançament i els enginyers soviètics no aconsegueixen identificar les causes de l'explosió ni la pèrdua sobtada de les comunicacions. Pàvel Beliàiev, expilot de la Segona Guerra Mundial, i Aleksei Leónov, pilot militar de proves, són cridats per tripular la nau Vosjod 2, però durant una prova de paracaigudisme, Pável es lesiona la cama i és reemplaçat per un nou cosmonauta, Yevgueni Jrunov, jove i immadur. Pável s'entrena per recuperar-se i, finalment, torna a ser admès al programa espacial.

## Repartiment
- Ievgueni Mirónov com a tinent Aleksei Leónov, cosmonauta, primer ésser humà a realitzar un passeig espacial.
- Konstantin Khabenski com a tinent coronel Pàvel Beliàiev, cosmonauta i comandant de la nau.
- Vladímir Ilín com a coronel Serguei Koroliov, «el dissenyador cap», cap de disseny del programa espacial.
- Anatoli Koteniov com a Nikolai Kamanin, tinent general, cap del cos de cosmonautes i cap d'entrenament dels cosmonautas.
- Aleksandra Ursuliak com a Svetlana Leonova, esposa d'Aleksei Leónov.
- Ieléna Panóva com a Tatiana Beliaieva.
- Aleksei Morozov com a Guérman Titov, cosmonauta.
- Iuri Ítskov com a Borís Txertok, dissenyador del programa espacial.
- Vladímir Maliüguin com a Valeri Bikovski, cosmonauta.
- Aleksandr Novin com a Ievgueni Khrunov, cosmonauta.
- Iuri Nifontov com a Borís Rauixenbakh, enginyer de coets i físic.
- Aleksandr Ilín com a Vladímir Markelov, pilot de l'helicòpter.
- Marta Timoféieva com a Vika Leonova.
- Guennadi Smirnov com el cosmonauta Konstantín Feoktístov.
- Valeri Grixko com a Leonid Bréjnev, secretari general del Comitè Central del PCUS.
- Aleksandr Karpilovski com a radioaficionat.
- Iekaterina Semina com a esposa del radioaficionat.
- Avangard Leóntiev com a locutor Iuri Levitan.
- Kiril Polukhin
- Serguei Batàlov com a Arkhip Leónov, pare d'Aleksei Leónov.
- Nel·li Selezniova com a director mèdic.
- Aleksandr Kórxunov com a Ievgueni Anatolievitx, metge de l'hospital.
- Ivan Gordienko com a metge a l'hospital.
- Vladislav Poguiba com a pilot de l'An-2.
- Ruslan Djaibekov-Medvedev com a sotssecretari de Bréjnev.
- Serguei Nesterov com a copilot de l'helicòpter.
- Andrei Bajin com a director.
- Saveli Kudriaixov com a Aleksei Leónov de jove.
- Serguei Txerdantsev com a pilot de l'MiG-15.
- Aleksandr Filatov com a copilot de l'MiG-15.
- Serguei Guzeiev com a especialista del Centre de Control Espacial.
- Iegor Morozov com a tinent del servei meteorològic del CCE.
- Artur Litvinov com a oficial de comunicacions del CCE.
- Serguei Danilevitx com a oficial mèdic del CCE.
- Serguei Galakhov com a primer especialista del CCE.
- Oksana Kormixina com a segon especialista del CCE.

## Al voltant de la pel·lícula
Inicialment es va planejar que el director de la pel·lícula fos Serguéi Bodrov i que la pel·lícula s'estrenés la primavera de 2016.
En 2015, el projecte va rebre l'assistència financera del Fons Federal de Suport Social i Econòmic per a la Cinematografia Nacional de Rússia, també va proporcionar assistència financera Alfa Bank. El rodatge es va realitzar en dues etapes: des de l'1 de juliol, es va filmar en estudis i les escenes d'estiu a l'aire lliure, al novembre: es van realitzar les escenes del llançament a l'espai i de l'aterratge dels cosmonautas en la taiga.
Dos terços de la pel·lícula van ser dirigits per Iuri Bíkov, però va ser acomiadat del projecte pels productors Timur Bekmambétov i Ievgueni Mirónov. Després d'això, Dmitri Kisseliov va continuar la pel·lícula. El propi Alekséi Leónov va ser assessor de fotografia.
Els efectes especials van ser realitzats per CGF, l'estudi d'efectes especials més gran de Rússia. CGF va treballar en més de 1200 preses amb gràfics generats per computadora.
El rodatge va acabar a la fi de 2016.